# Çiftelia
La çiftelia o qifteli è un tipico strumento musicale a corda pizzicata di origine albanese, utilizzato di solito nella musica antica, ma non disprezzato anche nella musica moderna; caratteristica peculiare di questo strumento è la presenza di sole due corde. Strumenti simili sono reperibili in Turchia, in Macedonia, in Bulgaria e in Croazia.
Conosciuta, a seconda delle regioni geografiche, anche con il nome di dyzen, è molto utilizzata anche da persone anziane che, non volendo perdere l'abitudine della musica, cantano e suonano a ritmo del loro strumento; viene suonata sempre dalla popolazione Gheg del nord e del centro Albania e Kosovo, che spesso la utilizzano nei matrimoni e nei concerti, oppure per accompagnare poesie e ballate; la usano anche molti musicisti, come  Fatmir Makolli e Nikollë Nikprelaj.

## Costruzione
Questo strumento è in varie misure, ma quasi sempre sono accordati in Si e in Mi (la stessa situazione della chitarra). Di solito la corda sovrastante viene utilizzata come accompagnamento, mentre la melodia è suonata dalla corda sottostante..

## Etimologia
Il termine çiftelia deriva dall' albanese çift ("coppia") e tel : ciò dimostra che il nome stesso è derivato dalle caratteristiche delle corde.

## Storia
Si ritiene che la çiftelia sia di origine turca o persiana, e prima ancora dell'Asia centrale probabilmente è imparentato con il saz turco e la dombra kazaka. Questo strumento, nella forma moderna, non è più suonato in Anatolia e nell'Asia centrale, ma storicamente le popolazioni turche suonavano uno strumento conosciuto anche come il ıklığ.